# Lunet aan de Snel
Het Lunet aan de Snel is een onderdeel van de Nieuwe Hollandse Waterlinie en werd in 1845 aangelegd. Tussen 1871 en 1879 kwamen er twee gebouwen. Het lunet ligt 300 meter ten noorden van Fort Honswijk en maakt deel uit van de Stelling van Honswijk.
Het Lunet aan de Snel is een klein verdedigingswerk en is niet groter dan zo’n 2,5 hectare. Het heeft twee lange zijden, face, die in een punt toelopen. De punt wijst naar het oosten, de kant waar de vijand werd verwacht. Het geheel is omringd door een gracht en aan de achterzijde loopt een inundatiekanaal. Dit kanaal was speciaal gegraven om de inundatie ten zuiden en zuidoosten van Utrecht sneller laten verlopen.
De belangrijkste taak van de lunet was de verdediging van Fort Honswijk, het inundatiekanaal en een stuk land ten noorden van de Lekdijk. Vanuit Fort Honswijk was dit terrein niet onder vuur te nemen.
Het Lunet aan de Snel is genoemd naar een voormalig kronkelig waterloopje van die naam, dat aanvankelijk als inundatiekanaal fungeerde. Na het graven van het inundatiekanaal langs de westzijde van de lunet, omstreeks 1870, is de waterloop de Snel verdwenen. Het inundatiekanaal brengt water van de Lek naar de Schalkwijkse Wetering. Langs het kanaal ligt een gedekte gemeenschapsweg zodat soldaten veilig en ongezien zich konden verplaatsen. 
De lunet werd omstreeks 1845 aangelegd. Het was toen alleen een aarden verdedigingswerk en had dezelfde afmetingen als de huidige situatie. Tussen 1871 en 1879 werd de kazerne gebouwd, hierboven kwam een remise voor de opslag voor kanonnen. Beide gebouwen zijn aangeaard, er ligt een dikke laag zand aan de kant waar het vijandelijke vuur werd verwacht en dit diende als versterking, maar ook als camouflage. Alleen de voorgevels van de kazerne en remise, gericht op het veilige westen, zijn zichtbaar. De smalle toegang tot de lunet ligt tussen aarden wallen, zodat troepen en materieel ongezien in en uit konden. Er kwam ook een houten loods op het terrein, maar deze is niet langer aanwezig.
De kazerne bestaat uit acht verblijven, de meeste met een eigen toegang en ramen, voor soldaten en officieren. Verder was er een waslokaal, een keuken, een ziekenzaal en privaten. Er was plaats voor 90 man. Achterin, in het midden, zit nog een ruimte die werd gebruikt voor de opslag van munitie en kruit. Hier is ook een lift om munitie van en naar de remise te transporteren. Er was opslagruimte voor 945 kilo buskruit.
Tot 2012 was de lunet eigendom van Defensie en bood zij onderdak aan de Explosieven Opruimingsdienst. Een naoorlogse betonnen loods voor opslag van gevonden projectielen is afgebroken. Het wordt gebruikt als evenementenlocatie.